# Vojo Todorović

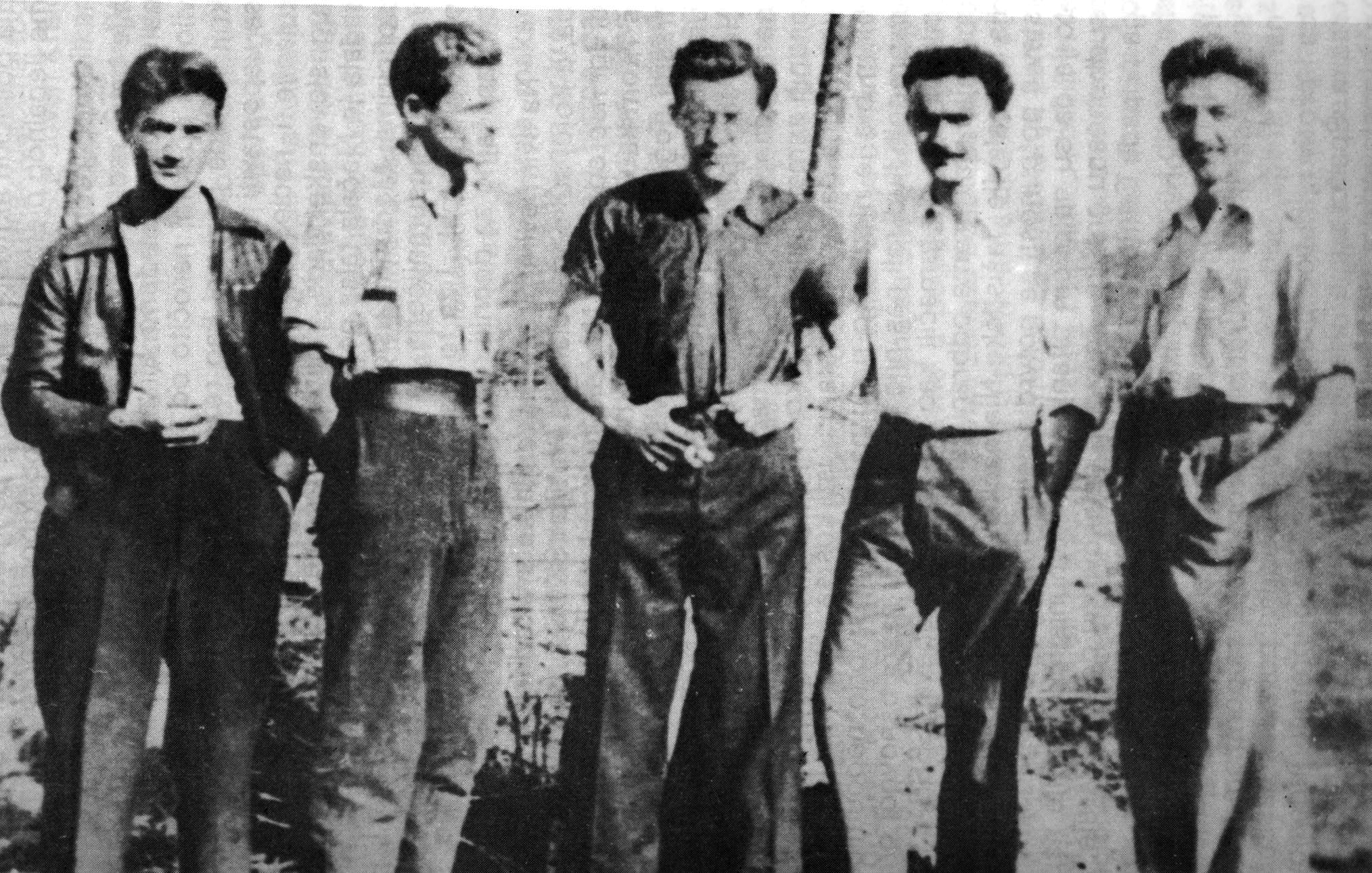
Lerer (links) interniert in Gurs, 1939 (Urheberrechte unklar)

Vojo Todorović (geboren als Samuel Lehrer, auch Lerer, 12. März 1914 in Mostar, Österreich-Ungarn; gestorben 5. Oktober 1990 in Belgrad) war ein jugoslawischer Berufssoldat.

## Leben
Samuel Lehrer war ein Sohn des aus Lemberg stammenden Zahariasz Lehrer, seine Mutter stammte aus Sarajewo. Lehrer wurde 1933 Mitglied der Jugendorganisation der Kommunistischen Partei Jugoslawiens (KPJ) und 1934 Mitglied der KPJ. Er wurde im Königreich Jugoslawien mehrfach als Kommunist verhaftet. Lehrer studierte Veterinärmedizin in Zagreb. 
1937 wurde er auf republikanischer Seite Soldat im Spanischen Bürgerkrieg in der 129. Brigade unter dem polnischen General Wacław Komar. Nach dem Sieg der Franquisten floh er nach Frankreich und wurde in den Lagern Saint-Cyprien, Camp de Gurs und Le Vernet interniert.
Nach der deutschen Eroberung Frankreichs 1940 geriet er in ein Lager von jugoslawischen Zwangsarbeitern in Espenhain in Mitteldeutschland und organisierte das illegale Lagerkomitee. 
Er entkam der Haft und kehrte in das von den Achsenmächten aufgeteilte und besetzte Jugoslawien zurück.
Er nannte sich nun Todorović und schloss sich den kommunistisch geführten Partisanen an. Todorović wurde Brigadeführer und befehligte ein gelungenes Kommandounternehmen, das 1943 auf dem Luftwaffenstützpunkt Rajlovac bei Sarajewo 34 Militärflugzeuge zerstörte. Er wurde in der Föderativen Volksrepublik Jugoslawien mit dem Orden des Volkshelden hoch dekoriert. 
Nach Kriegsende wurde Todorović Politoffizier der Jugoslawischen Volksarmee und wurde zum General befördert. 